# Três Lagoas (kommun)
Três Lagoas är en kommun i Brasilien.   Den ligger i delstaten Mato Grosso do Sul, i den södra delen av landet, 700 km sydväst om huvudstaden Brasília. Antalet invånare är 101 722.
Följande samhällen finns i Três Lagoas:
- Três Lagoas

Omgivningarna runt Três Lagoas är huvudsakligen savann. Trakten runt Três Lagoas är nära nog obefolkad, med mindre än två invånare per kvadratkilometer.